# Ликомед из Родоса
Ликомед (др.-греч. Λυκομήδης) — военачальник IV века до н. э.
Предположительно, Ликомед был командиром наёмников на службе у своего соотечественника Мемнона. Мемнон умер во время осады Митилены в 333 году до н. э. Новые военачальники персидского войска Фарнабаз и Автофрадат после захвата города назначили Ликомеда командиром гарнизона, который должен был обеспечивать власть нового тирана Диогена.
Дальнейшая судьба Ликомеда неизвестна. При описании событий 332 года до н. э. персидскими войсками в Митилене уже командовал Харес.